# Diedienki
Diedienki (ros. Деденки) – wieś (ros. деревня, trb. dieriewnia) w zachodniej Rosji, w osiedlu wiejskim Titowszczinskoje rejonu diemidowskiego w obwodzie smoleńskim.

## Geografia
Miejscowość położona jest nad Wierzoną, 2,5 km od drogi regionalnej 66K-11 (R120 / Olsza – Diemidow – Wieliż – granica z obwodem pskowskim), 11 km od centrum administracyjnego osiedla wiejskiego (Titowszczina), 14 km od centrum administracyjnego rejonu (Diemidow), 53,5 km od stolicy obwodu (Smoleńsk), 30 km od granicy z Białorusią.
W granicach miejscowości znajduje się ulica Oziornaja.

## Demografia
W 2010 r. miejscowość zamieszkiwały 2 osoby.

## Historia
W czasie II wojny światowej od lipca 1941 roku wieś była okupowana przez hitlerowców. Wyzwolenie nastąpiło we wrześniu 1943 roku.